# Новомихайловское (городской округ Шаховская)
Новомихайловское — деревня в городском округе Шаховская Московской области России.

## Население
| 1852 | 1859 | 1926 | 2002 | 2006 | 2010 |
| ---- | ---- | ---- | ---- | ---- | ---- |
| 467  | ↘419 | ↗431 | ↘48  | ↘32  | ↗35  |

По данным Всероссийской переписи 2010 года численность постоянного населения составила 35 человек (12 мужчин, 23 женщины).

## География
Расположена рядом с автодорогой Р90, примерно в 11 км к северу от районного центра — посёлка городского типа Шаховская, на левом берегу реки Шерстни, впадающей в Лобь.
В деревне 6 улиц: Аэрофлотская, Заречная, Луговая, Монтажная, Полевая, Типографская.
Соседние населённые пункты — село Раменье, деревни Коросткино и Манеж. Имеется автобусное сообщение с райцентрами — пгт Шаховская и Лотошино.

## Исторические сведения
В 1768 году деревня Михайловская относилась к Хованскому стану Волоколамского уезда Московской губернии и была частью совместного владения князя Ивана Ивановича Лобанова-Ростовского и вдовы, графини Фетиньи Яковлевны Шереметевой. В деревне было 19 дворов и 77 душ.
В середине XIX века деревня Новомихайловская относилась ко 2-му стану Волоколамского уезда и принадлежала князю Михаилу Николаевичу Голицыну. В деревне было 40 дворов, крестьян 221 душа мужского пола и 246 душ женского.
На карте Московской губернии 1860 года Ф. Ф. Шуберта — Новая.
В «Списке населённых мест» 1862 года Новомихайловская — владельческая деревня 1-го стана Волоколамского уезда Московской губернии по правую сторону Московского тракта, шедшего от границы Зубцовского уезда на город Волоколамск, в 29 верстах от уездного города, при колодце, с 55 дворами и 419 жителями (200 мужчин, 219 женщин).
По данным на 1890 год входила в состав Плосковской волости, число душ мужского пола составляло 205 человек.
В 1913 году в Ново-Михайловском 75 дворов и церковно-приходская школа.
По материалам Всесоюзной переписи населения 1926 года — центр Ново-Михайловского сельсовета Раменской волости, проживал 431 человек (197 мужчин, 234 женщины), насчитывалось 83 хозяйства (82 крестьянских), имелась школа.
С 1929 года — населённый пункт в составе Шаховского района Московской области.
1994—2006 гг. — деревня Раменского сельского округа.
2006—2015 гг. — деревня сельского поселения Раменское.
2015 — н. в. — деревня городского округа Шаховская.